# Cometa Hyakutake
El cometa Hyakutake, formalmente C/1995 B2 fue descubierto en enero de 1996, y pasó cerca de la Tierra en marzo del mismo año. Fue llamado el Gran Cometa de 1996; su aproximación a la Tierra fue una de las más cercanas de los últimos 200 años. Hyakutake apareció como un objeto muy brillante en el cielo nocturno y pudo ser visto desde todo el mundo. Anticipó al muy esperado cometa Hale-Bopp, que se estaba aproximando en esos momentos al sistema solar interno.
Su observación dio pie a algunos descubrimientos. Se observó la primera emisión de rayos X por parte de un cometa, supuestamente debido a la interacción entre las partículas del viento solar que interactúan con los átomos neutros de la cola del cometa. La sonda Ulysses cruzó inesperadamente su cola a una distancia superior a los 500 millones de kilómetros, mostrando que el Hyakutake poseía la cola más larga conocida hasta el momento.
El Hyakutake es un cometa de período largo. Antes de su última incursión en el interior del sistema solar, su período orbital era de unos 15 000 años, pero la influencia gravitatoria de los planetas gigantes, como Júpiter, incrementó dicho valor hasta unos 72 000 años.

## Descubrimiento
El Hyakutake fue descubierto por el astrónomo amateur japonés Yuji Hyakutake el 30 de enero de 1996. Yuji había estado buscando cometas durante más de seis años, y se desplazó hasta Kagoshima, ya que allí disponía de cielos oscuros con poca contaminación lumínica, cerca de zonas rurales. Su equipo consistía en potentes binoculares de 6 pulgadas (15,2 cm) de abertura, con los que hizo su descubrimiento.
Su cometa se debería haber llamado Hyakutake 2, ya que él mismo descubrió el C/1995 unas semanas antes (Hyakutake 1). Mientras hacía un seguimiento a su primer descubrimiento (que nunca llegó a verse a simple vista), descubrió un segundo objeto en una zona cercana, donde había estado antes el Hyakutake 1. Sin acabar de creérselo, Hyakutake avisó la mañana siguiente al Observatorio Astronómico Nacional de Japón. Ese mismo día, en horas posteriores, su descubrimiento fue corroborado por otros observadores.
En el momento del descubrimiento, la magnitud del Hyakutake era de +11,0 y su coma se extendía 2.5 minutos de arco. Estaba a unas 2 UA del Sol. Posteriormente, una imagen tomada antes del descubrimiento, el 1 de enero, mostraba al Hyakutake a 2,4 AU de distancia y con una magnitud de +13,3.

## Órbita

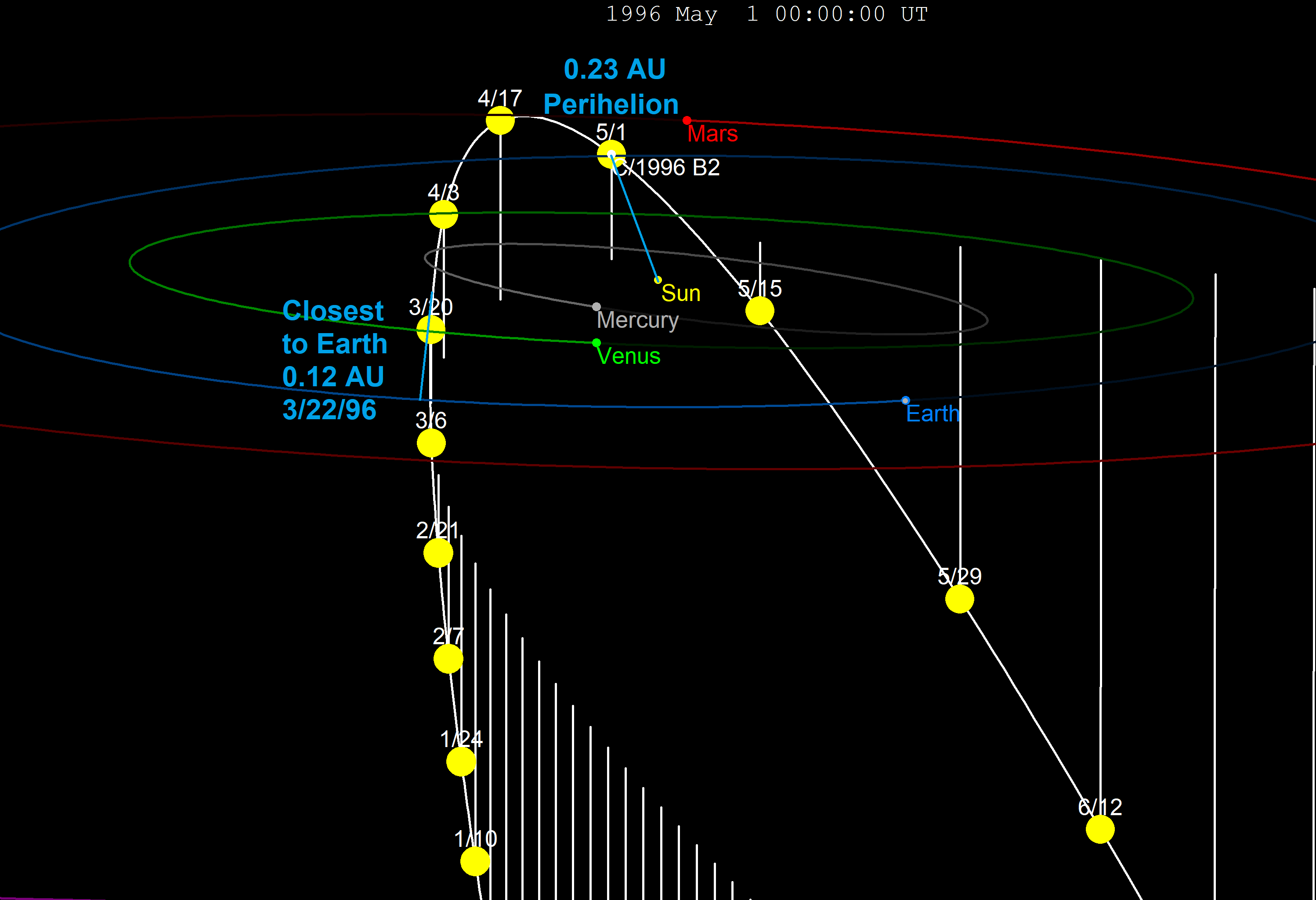
Trayectoria del cometa Hyakutake

Tras realizar los primeros cálculos de su órbita, los científicos se dieron cuenta de que el 25 de marzo, el cometa iba a aproximarse a menos de 0,1 UA (unos 15 millones de kilómetros) de la Tierra. Únicamente tres cometas durante el siglo XX han pasado más cerca. El cometa Hale-Bopp, del cual ya se tenía noticia por entonces y se estaba discutiendo si iba a ser un "gran cometa", fue eclipsado temporalmente por el Hyakutake, del que ya se sabía con certeza que iba a aproximarse y hacerse visible.
Una vez conocida su órbita, se supo que ya había entrado en el sistema solar interno 17 000 años antes. Como se suponía que se había acercado al Sol varias veces, esta llegada no iba a ser la misma que la de un cometa nuevo que llegase desde la nube de Oort, una zona exterior del sistema solar plagada de potenciales cometas. Los cometas nuevos que se acercan al Sol por primera vez pueden aumentar su brillo rápidamente, ya que empiezan a desprender material volátil calentado por el Sol. Este fue el caso del cometa Kohoutek en 1973; en principio se pensó que iba a aumentar su brillo espectacularmente, pero se mostró moderadamente brillante. Los cometas más antiguos muestran un patrón de aumento de brillo consistente. Así, todo indicaba que el Hyakutake iba a ser bastante brillante.
Durante su aproximación a la Tierra, el Hyakutake iba a hacerse visible durante la noche en el hemisferio norte, ya que su órbita cortaba al eje de rotación terrestre por el norte y por tanto podría verse cerca de la estrella polar. Fue una extraña coincidencia, ya que la mayoría de cometas muestran su máximo de brillo en el punto de máxima aproximación al Sol, y por tanto no pueden verse durante la noche en total oscuridad, sino que se ven durante el alba o el atardecer.

## Aproximación a la Tierra

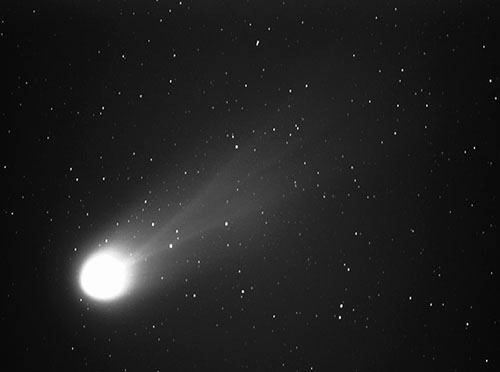
El cometa en su máxima aproximación, el 24 de marzo de 1996.

El Hyakutake se hizo visible a simple vista a principios de marzo. A mediados del mismo mes, ya había perdido gran parte de su visibilidad, adquiriendo una magnitud de +4 y con una cola de 5° de longitud. Conforme alcanzó su máxima aproximación terrestre, fue aumentando su brillo, y la longitud de su cola se incrementó. El 24 de marzo fue uno de los objetos más brillantes del cielo, y su cola alcanzó 35° de longitud. Mostraba un color verde azulado.
El 25 de marzo el cometa llegó al punto de máxima aproximación. Se movía tan rápido en el cielo que, observándolo frente al fondo de estrellas, se podía apreciar su movimiento en pocos minutos; se desplazaba 30 minutos de arco (el diámetro de la Luna llena) cada 30 minutos. Su magnitud se estimó en 0, y su cola ya alcanzaba 80° de longitud. Su coma, próxima al cénit de los observadores situados en una latitud norte media (por ejemplo España, Italia, Francia o Portugal), alcanzaba longitudes de entre 1,5 y 2°, unas 4 veces el diámetro de la Luna llena. Incluso a simple vista se podía apreciar un color verdoso, debido a las emisiones del carbono diatómico C2; presente en la cola.
Ya que el máximo brillo duró pocos días, su impacto mediático fue menor que el del cometa Hale-Bopp, visible el año siguiente. Muchos observadores europeos no pudieron verlo en su máximo debido a las condiciones meteorológicas.

## Paso por el perihelio y etapas posteriores
Después de su paso por la Tierra, su magnitud bajó a +2. Llegó al perihelio el 1 de mayo, aumentando su brillo y mostrando una cola de polvo adicional a la ya conocida de gas. Durante su paso por el perihelio se acercó tanto al Sol que se hizo difícilmente visible. Fue seguido por el satélite de observación solar SOHO, que al mismo tiempo observó una eyección de masa coronal bastante importante. La distancia al Sol en el perihelio se cifró en 0.23 UA, muy por dentro de la órbita de Mercurio.
Después del paso por el perihelio, el Hyakutake perdió brillo rápidamente y dejó de ser visible a simple vista a finales de mayo. Su órbita le hizo pasar por el sur terrestre, y dicho paso fue poco seguido. La última observación desde la Tierra data del 24 de octubre de 1996, donde tenía una magnitud de +16,8 y su coma era invisible.
El último paso por el perihelio fue hace 17 000 años; las interacciones gravitatorias con los gigantes gaseosos, como Júpiter, durante la aproximación de 1996 elongaron su órbita notablemente, y no se espera que vuelva hasta dentro de 72 000 años. De todas formas, hay datos orbitales no muy claros que indican un período orbital cercano a 114 000 años.

## Resultados científicos

### Paso de Ulysses a través de su cola
La sonda Ulysses pasó inesperadamente a través de la cola del Hyakutake el 1 de mayo de 1996. Dicho paso no fue descubierto hasta 1998, cuando los astrónomos que analizaban datos antiguos de Ulysses vieron un brusco incremento de protones detectados, además de un cambio en la intensidad del campo magnético medido. Esto implicaba que Ulysses había atravesado el rastro de algún objeto, siendo un cometa el más probable; dicho objeto no se identificó inmediatamente.
En el año 2000, dos equipos independientes analizaron los mismos datos. El equipo que analizaba los datos del magnetómetro se dieron cuenta de que los cambios en la dirección del campo magnético mencionados anteriormente se correspondían con el esperado en el interior de una cola de un cometa, campo generado por los iones allí presentes. El equipo encargado buscó posibles causantes, pero no se encontró ningún cometa cercano, pero buscando a más distancia se encontraron con que el Hyakutake, a 500 millones de km, había cruzado el plano orbital de la sonda el 23 de abril de 1996. El viento solar tenía una velocidad de 750 km/s, y a dicha velocidad habría tardado 8 días en barrer la cola hasta situarla donde la sonda, a 3.73 UA del Sol y a 45° del plano de la eclíptica. La orientación de la cola iónica inferida a partir de los datos del campo magnético coincidían con los datos de la cola del Hyakutake.
El otro equipo, trabajando con los datos del espectrómetro iónico, encontraron un pico intenso de partículas ionizadas. La abundancia relativa de los diferentes elementos químicos mostraban que un cometa había sido el causante.
De acuerdo con los datos del encuentro de Ulysses, la cola del cometa alcanzó una longitud de hasta 570 millones de km. Ésta longitud viene a ser el doble de la máxima conocida, y cinco veces mayor que la distancia Tierra-Sol, la del Gran Cometa de 1843 fue la mayor hasta ese momento, con 2.2 UA de longitud.

### Composición
Los observadores terrestres encontraron por primera vez metano y etano en el cometa. Los análisis químicos mostraron que la abundancia de ambos era aproximadamente la misma. Este hecho indicaba que los hielos presentes en el Hyakutake se formaron en la parte externa del Sistema Solar, ya que de haberse formado en el interior se hubiesen evaporado. La temperatura de formación de estos hielos debe haber sido inferior a 20 K, indicando que su formación tuvo lugar en el interior de una nube molecular más densa de lo normal.
A partir de observaciones espectroscópicas se determinó la cantidad de deuterio presente. La relación hidrógeno/deuterio encontrada fue de 3×10-4, que, comparada con la terrestre, de 1,5×10-4, indica que la teoría que predice que la mayor parte del agua terrestre fue traída por cometas no es correcta.

### Emisión de rayos X

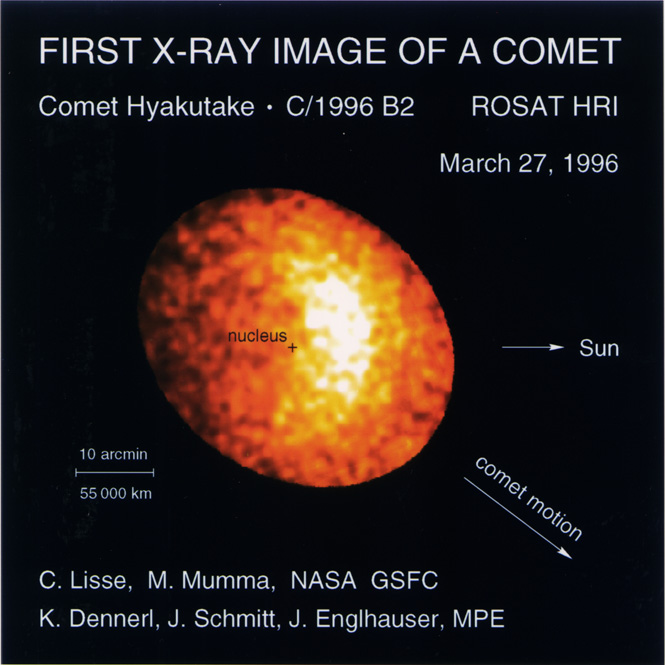
Emisión en rayos X del Hyakutake, captada por el ROSAT.

Uno de los descubrimientos más sorprendentes fue el hallazgo de emisión de rayos X, descubrimiento realizado por el observatorio espacial de rayos X ROSAT. Era la primera vez que se encontraba en un cometa, pero posteriormente se dieron cuenta de que todos los cometas emiten rayos X. El brillo del cometa aumentaba desde la zona no expuesta al Sol hacia la zona media.
Se cree que esta emisión se debe a una combinación de varios mecanismos. Uno de ellos es la reflexión de los rayos X solares, reflexión hallada en otros cuerpos como la Luna, pero su intensidad no era suficiente para explicar la alta intensidad emisiva. Otra posible causa es la interacción entre las partículas del viento solar y el material cometario, en concreto las colisiones entre los iones nitrógeno y oxígeno procedentes del Sol y el hidrógeno neutro del coma cometario.

### Tamaño y actividad del núcleo

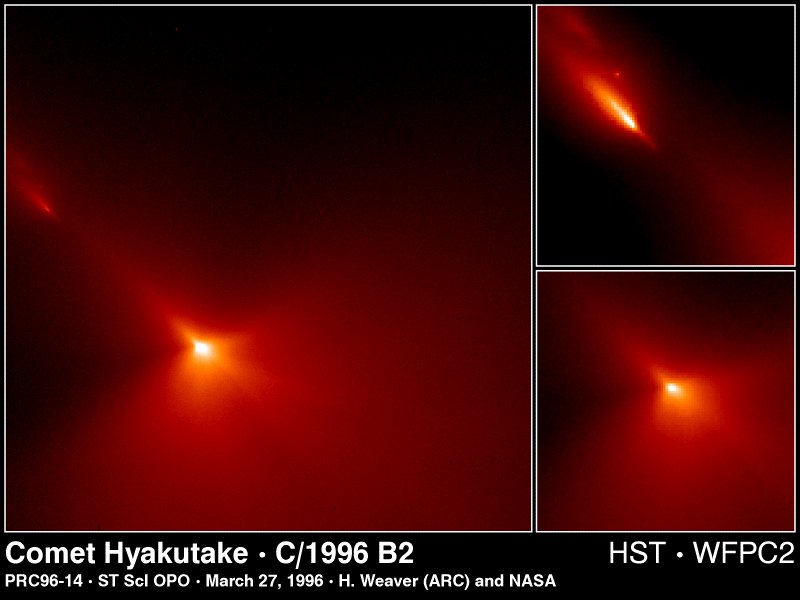
Región alrededor del núcleo cometario, vista por el Hubble. Pueden verse algunos fragmentos.

Los resultados de radar obtenidos en el radiotelescopio de Arecibo indicaban que el núcleo tenía unos 2 km de diámetro, y estaba rodeado por una serie de cuerpos de unos centímetros de diámetro eyectados del núcleo a una velocidad de unos pocos metros por segundo.
El pequeño tamaño del Hyakutake, comparado con el Halley (15 km de diámetro), o el Hale-Bopp (50 km), implica que el Hyakutake debió haber estado muy activo para mostrar el brillo que mostró. Muchos cometas pierden gas por pequeñas zonas de su superficie, pero parece que toda la superficie del Hyakutake debió estar activa. El ritmo de desgasificación habría sido de unos 2×103 kg/s a principios de marzo, aumentando hasta 3×104 kg/s en el perihelio. Las velocidades de eyección de gases debieron oscilar entre 50 y 500 m/s.
El período de rotación se calculó a partir de las observaciones del gas eyectado. Cuando el cometa pasó cerca de la Tierra, se observó que una gran cantidad de material salía en dirección al Sol cada 6.23 h, tiempo por tanto correspondiente al periodo de rotación. Una eyección menor con el mismo período confirmó dicho dato.